# Mannevillette
Mannevillette település Franciaországban, Seine-Maritime megyében. Lakosainak száma 926 fő (2022. január 1.). Mannevillette Cauville-sur-Mer, Fontenay, Rolleville, Saint-Jouin-Bruneval és Saint-Martin-du-Bec községekkel határos.

## Népesség
A település népességének változása:
| Lakosok száma | 801  | 815  | 853  | 868  | 869  | 892  | 909  | 918  | 926  |
|               | 2013 | 2015 | 2016 | 2017 | 2018 | 2019 | 2020 | 2021 | 2022 |